# الیبیلی وتوری
الیبیلی وتوری (ترکی آذربایجانی: Alybeyli Vtoryye) یک منطقهٔ مسکونی در جمهوری آرتساخ است که در استان کاشاتاق واقع شده‌است.